# Rock Cats de New Britain
Les Rock Cats de New Britain (en anglais : New Britain Rock Cats) étaient un club américain de baseball fondé en 1983 et situé à New Britain (Connecticut). Les Rock Cats évoluaient en Eastern League et jouaient leurs matches à domicile au New Britain Stadium.

## Palmarès
- Champion de l'Eastern League : 1983.
- Co-champion de l'Eastern League : 2001 (finale jamais jouée à cause des attentats du 11 septembre 2001).
- Vice-champion de l'Eastern League : 1985, 1990, 1998.

## Saison par saison
| Saison | Manager         | V-D   | %    | Rang | Séries éliminatoires                         | Resultats                                               |
| ------ | --------------- | ----- | ---- | ---- | -------------------------------------------- | ------------------------------------------------------- |
| 1983   | Rac Slider      | 72-67 | .518 | 4e   | Champion                                     |                                                         |
| 1984   | Rac Slider      | 64-76 | .457 | 6e   |                                              |                                                         |
| 1985   | Ed Nottle       | 75-64 | .540 | 2e   | Défaite en finale                            |                                                         |
| 1986   | Tony Torchia    | 64-73 | .467 | 7e   |                                              |                                                         |
| 1987   | Dave Holt       | 61-79 | .436 | 6e   |                                              |                                                         |
| 1988   | Dave Holt       | 47-90 | .343 | 8e   |                                              |                                                         |
| 1989   | Butch Hobson    | 60-76 | .441 | 8e   |                                              |                                                         |
| 1990   | Butch Hobson    | 72-67 | .518 | 4e   | Défaite en finale                            |                                                         |
| 1991   | Gary Allenson   | 47-93 | .336 | 8e   |                                              |                                                         |
| 1992   | Jim Pankovits   | 58-82 | .414 | 8e   |                                              |                                                         |
| 1993   | Jim Pankovits   | 52-88 | .371 | 8e   |                                              |                                                         |
| 1994   | Jim Pankovits   | 59-81 | .421 | 5e   |                                              |                                                         |
| 1995   | Sal Butera      | 65-77 | .458 | 5e   |                                              |                                                         |
| 1996   | Al Newman       | 61-81 | .430 | 5e   |                                              |                                                         |
| 1997   | Al Newman       | 70-72 | .493 | 3e   |                                              |                                                         |
| 1998   | John Russell    | 83-59 | .585 | 1er  | Victoire en demi-finale Défaite en finale    | New Britain 3, Binghamton 1 Harrisburg 3, New Britain 1 |
| 1999   | John Russell    | 59-82 | .418 | 5e   |                                              |                                                         |
| 2000   | John Russell    | 51-91 | .359 | 6e   |                                              |                                                         |
| 2001   | Stan Cliburn    | 87-55 | .613 | 1er  | Victoire en demi-finale Finale jamais jouée1 | New Britain 3, Norwich 1 New Britain 0, Reading 0       |
| 2002   | Stan Cliburn    | 67-72 | .482 | 4e   |                                              |                                                         |
| 2003   | Stan Cliburn    | 73-68 | .518 | 2e   | Défaite en demi-finale                       | New Haven 3, New Britain 2                              |
| 2004   | Stan Cliburn    | 70-70 | .500 | 3e   |                                              |                                                         |
| 2005   | Stan Cliburn    | 70-71 | .496 | 4e   |                                              |                                                         |
| 2006   | Riccardo Ingram | 64-78 | .451 | 6e   |                                              |                                                         |
| 2007   | Riccardo Ingram | 69-72 | .489 | 4e   |                                              |                                                         |
| 2008   | Bobby Cuellar   | 64-77 | .454 | 5e   |                                              |                                                         |

1Finale jamais jouée à cause des attentats du 11 septembre 2001